# Galerina subannulata
Galerina subannulata är en svampart som först beskrevs av Rolf Singer, och fick sitt nu gällande namn av A.H. Sm. & Singer 1964. Galerina subannulata ingår i släktet Galerina och familjen Strophariaceae.   Inga underarter finns listade i Catalogue of Life.